# 6-е Алкіно
6-е А́лкіно (рос. 6-е Алкино, башк. 6-сы Алкин) — присілок (в минулому селище) у складі Благоварського району Башкортостану, Росія. Входить до складу Дмитрієвської сільської ради.
Населення — 148 осіб (2010; 150 в 2002).
Національний склад:
- татари — 35 %
- росіяни — 26 %

Стара назва — Алкіно 6-е.